# Keatley Creek
Keatley Creek är ett vattendrag i Kanada.   Det ligger i provinsen British Columbia, i den sydvästra delen av landet, 3 400 km väster om huvudstaden Ottawa.
I omgivningarna runt Keatley Creek växer i huvudsak barrskog. Runt Keatley Creek är det glesbefolkat, med 14 invånare per kvadratkilometer.